# HMS Orion (85)
La HMS Orion (Pennant number 85), quinta nave da guerra britannica a portare questo nome, è stata un incrociatore leggero classe Leander della Royal Navy. Venne impostata nei cantieri di Devonport il 26 settembre 1931, varata il 24 novembre 1932 ed entrò in servizio il 18 gennaio 1934. Durante la sua carriera ricevette 13 Battle Honours record superato solamente da una nave della marina britannica ed eguagliato da altre due.

## Servizio
Al momento dell'ingresso in servizio la Orion venne assegnata alla Home Fleet. Nel 1937 venne trasferita nelle Indie Occidentali Britanniche presso l'Ottavo Squadrone Incrociatori dove rimase fino allo scoppio della seconda guerra mondiale nel 1939. Iniziato il conflitto la nave ebbe compiti di pattuglia nel Mar dei Caraibi con base a Kingston. Il 19 dicembre intercettò il mercantile tedesco Arauca al largo della Florida grazie all'aiuto di un aereo della US Navy. La nave riuscì a sfuggire all'abbordaggio rifugiandosi nelle acque territoriali americane, dove venne internata.
Nel febbraio 1940 traslò in patria le ceneri di John Buchan, Governatore generale del Canada. Nei primi giorni del mese di marzo entrò in cantiere a Devonport, dove ricevette l'equipaggiamento per demagnetizzare lo scafo. Rientrata in servizio, venne assegnata al Settimo Squadrone Incrociatori della Mediterranean Fleet con base ad Alessandria d'Egitto, divenendone l'ammiraglia.
Dopo l'ingresso in guerra dell'Italia partecipò al bombardamento di Bardia il 21 giugno. Questa fu l'ultima operazione congiunta con la flotta francese di base ad Alessandria. Il 28 giugno partecipò allo scontro noto poi come Battaglia del Convoglio Espero. Il 9 luglio seguente partecipò alla battaglia di Punta Stilo. In seguito partecipò alle operazioni di rifornimento di Malta scortando i convogli diretti nell'isola e bombardando le posizioni italiane a Scarpanto. Il 14 ottobre si trovava insieme alla Liverpool quando questa venne colpita da un siluro. La Orion rimorchiò la nave danneggiata fino ad Alessandria dove giunse due giorni dopo. Nei primi giorni di novembre imbarcò personale della RAF trasportandolo a Creta. L'11 novembre venne inviata nella zona di Taranto, la cui base venne attaccata la notte seguente, per attaccare i convogli italiani diretti in Albania insieme agli incrociatori Ajax e Sydney e ai cacciatorpediniere Mohawk e Nubian. Nella notte del 13 novembre vennero affondati quattro mercantili e le danneggiate le navi di scorta. Il 15 seguente imbarcò 1.000 soldati trasportandoli al Pireo, il porto di Atene.
Nel gennaio 1941 fornì copertura all'Operazione Excess, che prevedeva il passaggio di alcune navi di rinforzo e di un convoglio di truppe ad Alessandria: in questo modo si unirono alla flotta l'incrociatore Bonaventure e quattro cacciatorpediniere. L'11 gennaio, inviata insieme ad altre navi in soccorso all'incrociatore Southampton gravemente danneggiato ne recuperò l'equipaggio per poi affondare il relitto con tre siluri. Nei primi giorni di febbraio venne installato a bordo il radar Tipo 286M per l'individuazione delle navi nemiche e di aerei in un raggio limitato. Nelle settimane successive scortò i convogli diretti a Malta e in Grecia.
Il 28 marzo partecipò alla battaglia di Capo Matapan contro la flotta italiana che si risolse in una vittoria britannica anche grazie ai radar installati sulla Orion e sulla Ajax. Nel mese di aprile partecipò alle operazioni di evacuazione delle truppe inglesi dalla Grecia. Il 29 maggio mentre si trovava in rotta per Alessandria con 1.900 soldati a bordo venne attaccata da bombardieri in picchiata tedeschi che riuscirono a colpire la nave sulla Torretta A. L'esplosione ed il successivo incendio uccisero 100 uomini dell'equipaggio e 280 soldati imbarcati. Dopo aver riparato i danni più gravi la nave riuscì a tornare in porto alla velocità di 12 nodi. Dopo delle riparazioni provvisorie il 29 giugno salpò per dirigersi a Simon's Town in Sudafrica passando per il canale di Suez e per Aden.  Dopo ulteriori riparazioni venne trasferita negli Stati Uniti per ricevere le riparazioni definitive nei cantieri Mare Island Naval Shipyard in California.
Nel marzo 1942 terminati i lavori la nave tornò in patria per l'installazione di nuove installazioni radar: Tipo 279 per l'individuazione di aerei nemici e Tipo 273 per le navi. Ricevette inoltre l'apparecchiatura per il controllo fuoco delle armi principali (Tipo 284) e delle armi secondarie (Tipo 285). Dopo un breve periodo presso la Home Fleet venne trasferita di nuovo nel Mediterraneo con il 15º Squadrone Incrociatori giungendo ad Alessandria il 29 settembre successivo e riprendendo i suoi antichi compiti di scorta ai convogli diretti a Malta.
Dal 31 maggio 1943 iniziò a bombardare l'isola di Pantelleria insieme a vari cacciatorpediniere per preparare il terreno allo sbarco inglese nell'isola denominato operazione Corkscrew che avvenne il 10 giugno seguente. Le truppe italiane si arresero immediatamente. Nel mese di luglio partecipò all'Sbarco in Sicilia, l'invasione alleata della Sicilia appoggiando lo sbarco delle truppe. Nel mese di agosto bombardò le posizioni italiane sullo stretto di Messina mentre il 31 del mese bombardò Reggio Calabria insieme alle navi da battaglia Warspite e Valiant in preparazione dello sbarco in Calabria denominato Operazione Baytown e avvenuto il 3 settembre. La Orion appoggiò quindi le truppe impiegate nello sbarco di Salerno il 9 settembre poche ore dopo la resa dell'Italia bombardando le posizioni tedesche nella zona. Il 18 settembre venne ritirata dalla zona di operazioni e tornò in patria per riparazioni.
Nel mese di novembre tornò nel Mediterraneo partecipando al bombardamento della zona del Garigliano il 27 e al bombardamento di Gaeta il 12 dicembre. Nel gennaio 1944 appoggiò lo sbarco alleato ad Anzio denominato Sbarco di Anzio rimanendo nella zona anche nelle settimane successive per appoggiare con le artiglierie l'avanzata delle truppe alleate.
Nel mese di aprile venne trasferita presso il 10º Squadrone Incrociatori della Home Fleet in vista dello sbarco in Normandia. Durante lo sbarco appoggiò le operazioni nella zona di Gold Beach insieme agli incrociatori Argonaut, Ajax ed Emerald e alla cannoniera olandese Flores. Nel mese di luglio tornò nuovamente nel Mediterraneo per appoggiare gli sbarchi alleati nel sud della Francia denominati Operazione Dragoon che iniziarono il 15 agosto. Nel settembre successivo appoggiò l'occupazione delle Isole dell'Egeo e operò al largo della Grecia durante la sua liberazione e la ritirata delle truppe tedesche.
Nel gennaio 1945 rimase ferma a Malta per riparazioni, venendo visitata il 5 febbraio dal Primo Ministro Winston Churchill e dal presidente statunitense Franklin D. Roosevelt diretti alla conferenza di Jalta. Fino alla fine del conflitto operò nel mar Tirreno e nell'Adriatico. Rimase nel Mediterraneo fino al 1946, rimanendo coinvolta nell'Incidente del Canale di Corfù nel maggio 1946, durante il quale batterie costiere albanesi aprirono il fuoco su navi britanniche di passaggio, causando la rottura delle relazioni diplomatiche tra le due nazioni e rendendo evidente il clima di "guerra fredda" che si andava creando anche nel Mediterraneo.
La Orion tornò in patria il 5 luglio 1946 venendo immediatamente trasferita in riserva. Dopo essere stata utilizzata per esperimenti riguardo alle esplosioni sottomarine nel 1948 venne venduta il 19 giugno 1949 per essere demolita nei cantieri West of Scotland Shipbreakers di Troon.

## Battle Honours
La Orion ricevette durante il suo servizio 13 Battle Honours, record uguagliato solamente dai cacciatorpediniere Jervis e Nubian che servirono nel Mediterraneo e superato solamente dalla nave da battaglia Warspite, ammiraglia della Mediterranean Fleet che fu in servizio in entrambi i conflitti mondiali.
- Atlantico 1939
- Calabria 1940; Mediterraneo 1940-1943-1944
- Convogli di Malta 1941; Matapan 1941; Grecia 1941; Creta 1941
- Sicilia 1943; Salerno 1943
- Egeo 1944; Anzio 1944; Normandia 1944; Sud della Francia 1944